# جان-لويس فابياني
جان-لويس فابياني (بالفرنسية: Jean-Louis Fabiani) هو عالم اجتماع فرنسي، ولد في 30 مايو 1951 في الجزائر في الجزائر.